# العلاقات السورينامية الفنلندية
العلاقات السورينامية الفنلندية هي العلاقات الثنائية التي تجمع بين سورينام وفنلندا.

## مقارنة بين البلدين
هذه مقارنة عامة ومرجعية للدولتين:
| وجه المقارنة                                              | سورينام                        | فنلندا                                                                               |
| --------------------------------------------------------- | ------------------------------ | ------------------------------------------------------------------------------------ |
| المساحة (كم2)                                             | 163.27 ألف                     | 338.42 ألف                                                                           |
| عدد السكان (نسمة)                                         | 563.40 ألف                     | 5.52 مليون                                                                           |
| الكثافة السكانية (ن./كم²)                                 | 3.45                           | 16.31                                                                                |
| العاصمة                                                   | باراماريبو                     | هلسنكي                                                                               |
| اللغة الرسمية                                             | اللغة الهولندية                | اللغة الفنلندية، اللغة السويدية                                                      |
| العملة                                                    | دولار سورينامي، غيلدر سورينامي | يورو، ماركا فنلندية                                                                  |
| الناتج المحلي الإجمالي (بليون دولار)                      | 3.32 مليار                     | 251.88 مليار                                                                         |
| الناتج المحلي الإجمالي (تعادل القوة الشرائية) بليون دولار | 9.07 مليار                     | 231.84 مليار                                                                         |
| الناتج المحلي الإجمالي الاسمي للفرد دولار أمريكي          | 9.48 ألف                       | 42.31 ألف                                                                            |
| الناتج المحلي الإجمالي للفرد دولار أمريكي                 | 16.64 ألف                      | 40.68 ألف                                                                            |
| مؤشر التنمية البشرية                                      | 0.714                          | 0.883                                                                                |
| رمز المكالمات الدولي                                      | +597                           | +358                                                                                 |
| رمز الإنترنت                                              | .sr                            | .fi                                                                                  |
| المنطقة الزمنية                                           | 00                             | ت ع م+02:00، ت ع م+03:00، أوروبا/هلسنكي ‏، توقيت شرق أوروبا، توقيت شرق أوروبا الصيفي ‏ |

## منظمات دولية مشتركة
يشترك البلدان في عضوية مجموعة من المنظمات الدولية، منها:
| علم المنظمة | اسم المنظمة                        | تاريخ انضمام سورينام | تاريخ انضمام فنلندا |
| ----------- | ---------------------------------- | -------------------- | ------------------- |
|             | يونسكو                             | 16 يوليو 1976        | 10 أكتوبر 1956      |
|             | وكالة ضمان الاستثمار متعدد الأطراف | 2 يوليو 2003         | 28 ديسمبر 1988      |
|             | الأمم المتحدة                      | 4 ديسمبر 1975        | 14 ديسمبر 1955      |
|             | الاتحاد البريدي العالمي            | ?                    | ?                   |
|             | البنك الدولي للإنشاء والتعمير      | 27 يونيو 1978        | 14 يناير 1948       |
|             | المنظمة الهيدروغرافية الدولية      | ?                    | ?                   |
|             | الاتحاد الدولي للاتصالات           | 15 يوليو 1976        | 1 سبتمبر 1920       |
|             | منظمة حظر الأسلحة الكيميائية       | ?                    | ?                   |
|             | مؤسسة التمويل الدولية              | 1 سبتمبر 2011        | 20 يوليو 1956       |
|             | منظمة التجارة العالمية             | ?                    | 1995                |
|             | منظمة الشرطة الجنائية الدولية      | ?                    | ?                   |

## وصلات خارجية
- موقع وزارة الخارجية السورينامية
- موقع وزارة الخارجية الفنلندية